# Districtul Hegyhát
Hegyhát (în maghiară Hegyháti járás) este un district în județul Baranya, Ungaria.
Districtul are o suprafață de 360,72 km2 și o populație de 12.662 locuitori (2013).